# 大佛开眼
大佛开眼是NHK大阪放送局制作的古代史特别剧（古代史ドラマスペシャル）系列特别电视剧之一，于2010年由NHK播放。是平成22年度文化庁芸術祭参加作品。2010年值平城京迁都1300年纪念，本片是继“圣徳太子（电视剧）”、“大化改新（电视剧）”之后第三部日本古代史特别剧。

## 登場人物
| 演員       | 角色                                      | 設定 | 备注         |
| 国村隼     | 聖武天皇（しょうむてんのう）              | 第45代天皇 极力采纳唐代文物制度，用以充实国政。信仰佛教，创建国分寺、东大寺，发心铸造大佛，两次派遣唐使，出现了天平文化盛景。                                                                                      |              |
| 吉岡秀隆   | 吉備真備（きびのまきび）                  | 奈良时代政治家。 717年，作为第八次遣唐使入唐求学，17年后归国，为阿倍內親王讲授汉学。后以才学得聖武天皇重用。 藤原仲麻吕得势时，被挤至地方任职。 752年，以遣唐副使再次遣唐，754年归国。藤原仲麻吕失势后，升右大臣。 | 原名下道真備 |
| 石原聰美   | 阿倍內親王（あべのないしんのう）          | 既第46代天皇孝谦天皇 （749年—758年）及第48代天皇称德天皇（764年—770年） 在位期间，为父帝发愿，为东大寺大佛天光。重用从兄藤原仲麻吕。                                                                               | 女天皇       |
| 高橋克典   | 藤原仲麻呂（ふじわらのなかまろ）          | 藤原武智麻吕次子。得光明皇后信任而有权势，但与左大臣橘诸兄不和。孝谦女帝继位后，仲麻吕改称紫微中台内相。淳仁天皇即位后，赐名惠美押胜，任太保（相当于右大臣）。760年升任大师（相当于太政大臣）。764年反叛失败被杀。 |              |
| 市川龜治郎 | 玄昉（げんぼう）                          | 学问僧。717年奉敕入唐，从智周学法相宗。735年与吉备真备一起归国后，以兴福寺为弘法中心。后受任僧正，入宫中内道场。因治好藤原宮子眼疾获得政权，并提出建造大佛。与 藤原仲麻呂合谋鸩杀安積親王。                        |              |
| 苅谷俊介   | 藤原武智麻吕（ふじわらのむちまろ）        | |              |
| 宮下順子   | 真备之母                                  | 大和国楊貴氏一族的女性 |              |
| 淺野溫子   | 光明皇后（こうみょうこうごう）            | |              |
| 笈田義     | 行基（ぎょうき）                          | |              |
| 江波杏子   | 藤原宮子（ふじわらのみやこ）              | 聖武天皇之母，藤原不比等的长女，光明皇后的异母姊 |              |
| 草刈正雄   | 橘諸兄（たちばなのもろえ）                | | 葛城王       |
| 內山理名   | 吉備由利（きびのゆり）                    | 吉备真备之妹，在真备做官后入宫任女官，深得孝謙天皇信赖 |              |
| 山中聰     | 海藏（かいぞう）                          | |              |
| 井之上剛   | 藤原宇合（ふじわらのうまかい）            | |              |
| 波岡一喜   | 藤原廣嗣（ふじわらのひろつぐ）            | |              |
| 中山麻聖   | 大伴家持（おおとものやかもち）            | |              |
| 南圭介     | 藤原巨勢麻呂（ふじわらのこせまろ）        | |              |
| 浜口望海   | 藤原乙麻呂（ふじわらのおとまろ）          | |              |
| 門田裕     | 藤原房前（ふじわらのふささき）            | |              |
| 田村ツトム | 藤原麻呂（ふじわらのまろ）                | |              |
| 高井高陽   | 多治比真人廣成（たじひのまひと ひろなり） | |              |
| 中村凛太郎 | 安積親王（あさかしんのう）                | |              |
| 谷口高史   | 大伴牛養（おおとものうしかい）            | |              |
| 伊藤聰     | 藤原久須麻呂（ふじわらのくすまろ）        | |              |

## 工作人员
- 作：池端俊策
- 音楽：千住明
- 美術監督：西岡善信
- 時代考証：東野治之
- 風俗考証：猪熊兼勝
- 建築考証：鈴木嘉基地
- 撮影協力：東大寺、文化庁、奈良文化財研究所、奈良县、法相宗大本山药師寺、平安神宮、京都府笠置町観光協会、福井フィルムコミッション、奈良フィルムコミッション、滋賀ロケーションオフィス、朝倉氏遺跡保存協会
- 所作指導：飛鳥左近
- 武工指導：上野隆三
- 雅楽指導：佐藤浩司
- 古語指導：堀井令以知
- 古代船型考証：南登美子
- 馬術指導：岸本学
- 医学監修：大橋秀一
- 雅楽演奏：天理大学雅楽部
- 資料提供：天平楽府
- OP解说：真下貴（NHK播音员）
- 劇中旁白：内山理名
- 制片人：三鬼一希
- 制作統括：城谷厚司
- 演出：田中健ニ

## 相關項目
- 圣德太子 (电视剧)
- 大化改新 (电视剧)

## 外部連結
- 古代史ドラマスペシャル「大佛开眼」官方网站（日語）
- DVD「大仏開眼」[永久]（日語）